# Det usynlige pattebarn
Det usynlige pattebarn er en kortfilm fra 1982 instrueret af Flemming Quist Møller og Anders Sørensen efter manuskript af Flemming Quist Møller.

## Handling
Det usynlige pattebarn, som bor i os alle, lokker os grådigt til at drikke for meget! Det stikker hovedet frem under gruppepres, når selvtilliden skal stives af, eller når der er knas med vennerne. Jytte Abildstrøm, Erik Clausen, Allan Olsen og Poul Nesgaard er kendte folk i denne film om vores fælles tømmermænd.